# Hällefly
Hällefly är en sjö i Götene kommun i Västergötland och ingår i Göta älvs huvudavrinningsområde. Hällefly får sitt vatten från en bäck som startar i Jontamossen 2,5 kilometer sydöst om sjön. Bäcken som genomrinner Kvarnsjön några hundra meter från Hälleflyns sydöstra spets. Hälleflyns utlopp ligger i 50 meter från inloppet och separeras av en mindre udde. Utloppsbäcken avrinner mot Västerbroån med Ågårds kvarn och vidare till Sjöråsån och Vättern.

## Galleri

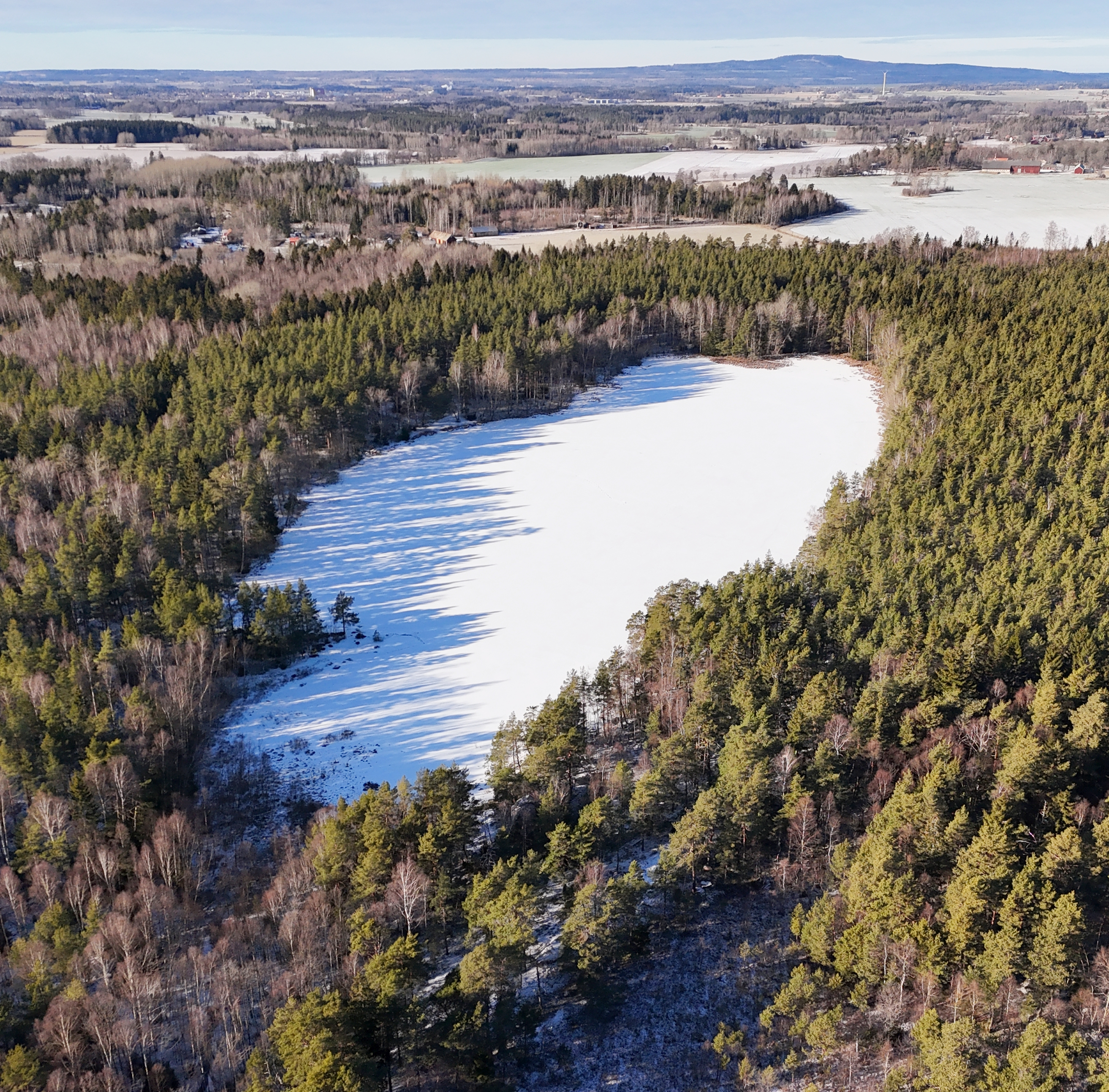
Hällefly i februari 2025.